# Tinha cruris
Tinea cruris, também conhecida como micose na virilha, é um tipo de infecção fúngica da pele da região da virilha. Os sintomas geralmente incluem erupção cutânea com coceira, vermelha e elevada, com uma borda curva escamosa e bem definida. Isso ocorre mais comumente na parte interna superior das coxas.
É causada por um grupo de fungos conhecidos como dermatófitos. Os fatores de risco incluem suor excessivo, uso de roupas apertadas, esportes de contato, diabetes e pobreza. Pode se espalhar para a virilha por meio de pé de atleta, infecção fúngica nas unhas ou toalha ou outra roupa infectada. O diagnóstico pode ser confirmado por microscopia ou cultura de raspados de pele. Condições semelhantes incluem intertrigo por cândida, eritrasma, psoríase invertida e dermatite seborreica. É um tipo de dermatofitose.
O tratamento é normalmente feito com cremes antifúngicos, que são particularmente eficazes se iniciados logo após o início dos sintomas. Em casos mais significativos, podem ser utilizados antifúngicos, como a terbinafina, por via oral. Creme com esteróide pode acelerar a melhora dos sintomas. A prevenção de recorrências inclui o tratamento de outras infecções fúngicas e a tomada de medidas para evitar o acúmulo de umidade, mantendo a virilha seca, evitando roupas apertadas e perdendo peso se for obeso.
Tinea cruris é comum. Os homens são afetados com mais frequência do que as mulheres e ocorre mais comumente em climas quentes e úmidos. As crianças, no entanto, raramente são afetadas. A tinea foi descrita pela primeira vez em 30 d.C. por Aulus Cornelius Celsus.